# Klára Sochorová
Klára Sochorová (* 24. listopadu 1972 Pardubice) je česká herečka a režisérka.
Pochází z Chrasti. Absolvovala Gymnázium Josefa Ressela v Chrudimi, kde odmaturovala v roce 1991. Následně vystudovala v roce 1996 činoherní herectví na Divadelní fakultě Janáčkovy akademie múzických umění (JAMU) v Brně.
Během studia se se svými spolužáky podílela v roce 1995 na založení brněnského Divadla v 7 a půl, kde působila jeden rok. Poté byla v letech 1996–1998 v angažmá v Moravském divadle Olomouc. Tam ztvárnila například ztvárnila Krásku v Hrubínově Krásce a zvířeti či titulní roli v Ondině Jeana Giraudouxe. Mezi lety 1998 a 2001 působila v Městském divadle Zlín (Ofélie v Shakespearově Hamletovi, Stella ve Williamsově Tramvaji do stanice Touha, Lucietta v Goldoniho Poprasku na laguně aneb Bláznivé opeře, Agnes v dramatizaci Dykova Krysaře, hejtmanova dcera Marja v Gogolově Revizorovi, Desdemona v Shakespearově Othellovi, klavíristka v Chytrolínu a Hňupovi od Coline Serreauové, sestra Konstancie v Bernanosových Dialozích karmelitek, ošetřovatelka Anna v Robbinsově Hrobce s vyhlídkou, Julie v Anouilhově Romeovi a Janě, aj.) a v roce 2002 hrála v Národním divadle Brno (Gábinka v Hrubínově Krásce a zvířeti). Od června 2005 hostovala v Městském divadle Zlín v opeře Válka mezi rozmarýnem a majoránkou Antónia Josého da Silvy, v níž ztvárnila Donu Nise. Kvůli těhotenství se ale v listopadu toho roku musela role vzdát. V roce 2009 hrála jako host postavu vražedkyně Mony v muzikálu Chicago v provedení Východočeského divadla Pardubice.
Ve filmu a televizi se objevuje jen ojediněle. Představila se v celovečerním snímku Dvojrole (1999). V televizní produkci hrála mezi lety 1995 a 2002 ve čtyřech televizních filmech a po roce 2010 se začala zřídka objevovat v epizodních rolích seriálů (Přešlapy, Marta a Věra, Kosmo, Rodinné vztahy, Odznak Vysočina).
Již během vysokoškolského studia na JAMU se začala věnovat dabingu. Začínala například sbory v Dallasu, v té době se také objevila se v Pobřežní hlídce, později v obou dabinzích namlouvala Sarah Michelle Gellar v roli Buffy Summersové v Buffy, přemožitelce upírů. K jejím spjatým herečkám patří Sarah Michelle Gellar (Buffy, přemožitelka upírů, Angel, Nebezpečná identita) či Katja Woywood (Kobra 11). Věnuje se také úpravám dialogů a v roce 2023 začala české znění také režírovat.